# Зоопарк Хагенбека
Зоопарк Хагенбека (нем. Tierpark Hagenbeck) — зоопарк, расположенный в немецком городе Гамбурге. Он был открыт 7 мая 1907 года и стал первым в мире зоопарком, в котором для животных были воссозданы природные условия их обитания — деревья, водоёмы, скалы.
Основатель зоопарка Карл Хагенбек был учёным, коммерсантом и дрессировщиком. У него был свой цирк и он занимался торговлей дикими животными. В настоящее время зоопарк находится в частной собственности и принадлежит семье Хагенбек.
Площадь зоопарка составляет 25 га. Он представляет собой сеть из троп и дорожек протяженностью около 7 км, прогуливаясь по которым можно увидеть 210 видов животных.
Центральный вход со скульптурной группой выполнен немецким анималистом Йозефом Палленбергом. У главного входа в зоопарк расположен тропический аквариум с 290 видами животных и пресмыкающихся.
Многих животных в зоопарке разрешено кормить посетителям — для этого у входа можно приобрести специальные корма. Некоторые животные, например слоны, дрессированные.
В центре зоопарка расположены вольеры с львами и тиграми, а перед ними — стадо зебр.
Зоопарк упоминается в книге «Приключения Капитана Врунгеля» А. С. Некрасова под названием «Зоопарк Гаденбека».

## Галерея
- Пагода рядом с главным входом
- Белый медведь
- Кистеухая свинья
- Амурский тигр
- Гривистые бараны (Ammotragus lervia) на фоне искусственной скальной панорамы